# Chiesa di Sant'Antonio (Alà dei Sardi)
La chiesa di Sant'Antonio è un edificio religioso situato ad Alà dei Sardi, centro abitato della Sardegna nord-orientale. Consacrata al culto cattolico, fa parte della parrocchia di Sant'Agostino, diocesi di Ozieri.
Questa Chiesa è relativamente recente, fu edificata infatti nel 1930: lo testimonia la data incisa in numeri romani posta nel rosone. Pare che per la sua costruzione venne utilizzato il materiale recuperato dallo smantellamento della precedente chiesa dedicata al santo, sita vicino alla parrocchiale, demolita nel 1928 dalla famiglia Corda-Colonna che aveva nelle vicinanze la sua dimora.